# Vohilengo (Atsimo-Atsinanana)
Vohilengo is een plaats en commune in het zuiden van Madagaskar, behorend tot het district Farafangana, dat gelegen is in de regio Atsimo-Atsinanana. Tijdens een volkstelling in 2001 telde de plaats 16.425 inwoners.
De plaats biedt alleen lager onderwijs aan. 98,5 % van de bevolking werkt als landbouwer en 1 % verdient zijn brood als visser. De belangrijkste landbouwproducten zijn koffie en bananen; andere belangrijke producten zijn maniok, peper en rijst. Verder is 0,5 % actief in de dienstensector.